# Europaballett St. Pölten
Das Europaballett St. Pölten ist ein  Ballett-Ensemble und Ballett-Konservatorium im österreichischen St. Pölten unter der Leitung von Michael Fichtenbaum. Das Europaballett wird als gemeinnütziger Verein geführt, unterstützt von der Stadt St. Pölten und dem Land Niederösterreich. Ensemblemitglieder aus mehr als 10 Nationen tanzen nationale und internationale Produktionen.  Angeschlossen ist das Ballettkonservatorium mit 16 Klassen und 200 Schülern als Ausbildungsstätte für klassischen und neoklassischen Tanz.

## Geschichte
Im März 1989 fand die Ballett-Ära des Europaballetts in einer kleinen Privat-Ballettschule von Michael Fichtenbaum in St. Pölten ihren Ursprung.
Im Frühjahr 1990 wurde die Puppenfee erstmals aufgeführt und Michael Fichtenbaum und Hermine Gruber (die Gattin des damaligen Bürgermeisters Willi Gruber) gründeten ein Jugendensemble. Die Integration in die Musikschule der Landeshauptstadt St. Pölten fand 1992 statt. Der Grundstein für die Zukunft wurde 1993 mit der Zusammenarbeit namhafter Choreografen wie Renato Zanella und dem Tänzer Vladimir Malakhov gelegt. Den Auftakt zur Zusammenarbeit gab 1994 die Eröffnung der Festwochen im Veranstaltungszentrum St. Pölten (VAZ), die Vladimir Malakhov unterstützte. Die darauf folgende erste Asien-Tour war der Einstieg in die internationale Tanzszene. 
1997 wurde die Ballettschule als Ballettkonservatorium mit Berufsausbildung vom St. Pöltner Gemeinderat einstimmig beschlossen. Zum jährlichen Fixpunkt bis zum Jahre 2001 wurde die Malakhov and Youth Gala im Festspielhaus St. Pölten.

## Ballettkonservatorium
1996 wurden die Bauarbeiten für das Ballettkonservatorium in St. Pölten-Wagram eingeleitet. Nur ein Jahr danach wurde auf Beschluss des Gemeinderates St. Pölten das Ballettkonservatorium mit Berufsausbildung geschaffen und es folgte der Einzug in das Kulturhaus Wagram.
In die Ballettschule werden Schüler zwischen 5 und 18 Jahren aus dem In- und Ausland unterrichtet. In vier Ballettsälen werden rund 200 Schüler von sieben Ballettpädagogen in den Klassen Kinder-Tanz, Vorbereitungsklassen 1 bis 4, Leistungsklassen 1 bis 7 und Akademieklassen 1 bis 3 ausgebildet.
Während der Ausbildung wirken die Ballettschülerinnen und Ballettschüler bei den Aufführungen des Europaballetts im Theater des Balletts mit. Bereits traditionell sind sechs Aufführungen jährlich im Rahmen von „Ballett Jeunesse“, wo Schülerinnen und Schüler Erlerntes auf der Bühne vor Publikum präsentieren.
Die Tanzausbildung im Konservatorium dauert zwei bis vier Jahre in der Akademieklasse.
Unterrichtet werden: Pas de deux, Spitzentechnik, Rhythmik, Historischer Tanz, Charakter-, Jazz- und Zeitgenössischer Tanz, Wiesenthal-Technik, Pantomime, angewandte Geschichte des Balletts, Musik und Repertoire.
2024 wurde das Ballettkonservatorium umbenannt in Ballettakademie.

## Werdegang Europaballett
Durch die Teilnahme an internationalen Wettbewerben gilt das Europaballett 1998 und 1999 als international anerkanntes Ensemble. Zur Jahrtausendwende wurde eine Kooperationsvereinbarung mit dem damaligen Staatsopernballettchef Renato Zanella geschlossen. Es folgte im Jahre 2002 der erste Preis beim „Young American Grand Prix“ mit Maria Abashova und Kristina Kantsel. Internationale Auftritte und ein weiterer Wettbewerb, der „Worldcup Dance“ in Hollywood mit Roxane Timoshenko trugen zur internationalen Bekanntheit bei.
Der Operettensommer in Kufstein ist für das Ensemble seit 2007 ein fixer Bestandteil seiner jährlichen Darbietungen. Mit der Gründung des „Theater des Balletts“ im Jahre 2011 wurde der Grundstein für zahlreiche Produktionen in der Zukunft gelegt.
In den Jahren 2011 bis 2013 fanden Gastspiele in Moskau, Amerika, Kanada, Japan, Malaysia, Südafrika und auch in vielen großen Städten Europas statt. Im „Theater des Balletts“ werden in jeder Saison bis zu 15 Produktionen aufgeführt. Kinder- und Jugendvorstellungen tragen zur kulturellen Förderung bei. Tourneen durch Amerika und Kanada sind mittlerweile ein fixer Bestandteil im Jahresprogramm. Im Sommer geht das Ensemble auf Tournee und tanzt beim Operettensommer in Kufstein, dem Musikfestival in Steyr und auch im Schloss Thalheim. Im Jahr 2016 folgte das Ballett dem Ruf der Salzburger Festspiele und lieferte einen Tanzbeitrag in der Oper „Die Liebe der Danae“ ab. 2021 trat das Europaballett auf dem von Pro Kultur organisierten Open-Air-Festival „Sommertheater im Park“ auf. (Juli).

## Ehemalige Schüler und Ensemblemitglieder
- Karina Sarkissova  Elisabeth Golibina Maria Abashova, Anna Yanschuk

## Tätige Choreografen
- Peter Breuer (* 1946), Tänzer, Choreograf und Ballettdirektor
- Reiner Feistel (* 1958), Balletttänzer, Choreograf und Ballettdirektor
- Renato Zanella (* 1961), Balletttänzer, Choreograf und Opernregisseur